# Steve McQueen (cineasta)
Sir Steve Rodney McQueen CBE; (Londres, 9 de outubro de 1969) é um cineasta, produtor, fotógrafo e escultor britânico. Vencedor de prêmios como o Óscar, o BAFTA e Festival de Veneza.
Ganhou notoriedade por seus trabalhos em Hunger e Shame, ambos com o ator Michael Fassbender (indicado ao Globo de Ouro por Shame).
Seu terceiro longa-metragem, 12 Years a Slave ganhou em 2014 o Óscar de Melhor Filme, sendo a primeira vez na história da Academia que um filme de um diretor negro conquista essa láurea.

## Biografia

### Primeiros Anos
McQueen nasceu em Londres, na Inglaterra. Ele cresceu no oeste de Londres e foi para Drayton Manor High School. Em uma entrevista de 2014, McQueen afirmou que ele tinha uma experiência muito ruim na escola, onde ele havia sido colocado em uma classe para os estudantes acreditavam mais adequado "para o trabalho manual, mais encanadores e construtores, pedreiros, coisas assim. "Mais tarde, o novo chefe da escola iria admitir que tinha havido racismo institucional na época. McQueen acrescentou que ele era disléxico e teve que usar um tapa-olho devido a um olho preguiçoso."
Ele era um bom jogador de futebol, entrando para o time de futebol St. Georges Colts. Ele conseguiu um diploma em Hammersmith and West London College, em seguida, estudou arte e design no Chelsea College of Art and Design e em seguida, fine art no Goldsmiths College, Universidade de Londres, onde ele se interessou pelo cinema. Ele deixou Goldsmiths e estudou brevemente na Tisch School da Universidade de Nova York, nos Estados Unidos. Ele encontrou a abordagem lá também sufocante e insuficientemente experimental, reclamando que "não o deixaram jogar a câmera no ar". Suas influências artísticas incluem Andy Warhol, Sergei Eisenstein , Dziga Vertov , Jean Vigo, Buster Keaton , Carl Theodor Dreyer , Robert Bresson, e Billy Wilder.

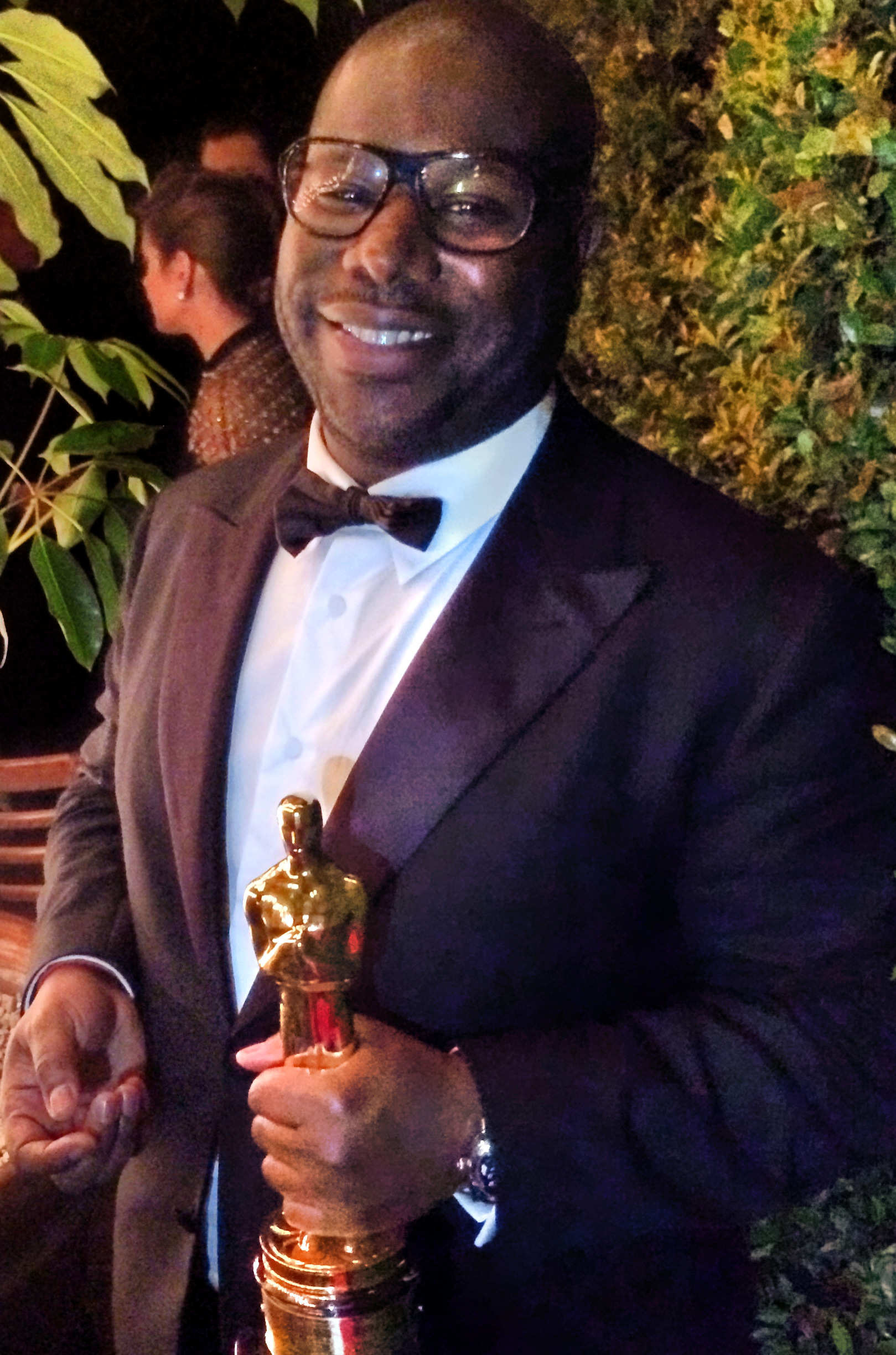
Steve McQueen, durante a festa do Oscar 2014, segurando seu Oscar

### Curta-metragens
Bear(1993) foi o primeiro curta-metragem de McQueen, apresentado no Royal College of Art em Londres. Apesar de não ser uma obra abertamente política, para muitos, levantou questões sobre raça, atração sexual por homens, e da violência. Ele mostra uma luta entre dois homens que se alternam relações ambíguas e gestos de agressão e atração erótica . Protagonistas do filme, um deles McQueen, são ambos negros, mas as questões de raça, ele disse, não tem prioridade em seu trabalho. Como todos os primeiros filmes de McQueen, Bear é preto-e- branco, e foi filmado em película de 16 milímetros.
Five Easy Pieces (1995) segue uma mulher em uma corda bamba; McQueen afirmou que ele encontra uma corda bamba andador para ser "a imagem perfeita de uma combinação de vulnerabilidade e força".
Only Above My Head (1996) é um curta-metragem que compartilha laços estreitos com filme anterior de McQueen com o tema-chave de andar. Um homem - interpretado por McQueen - é filmado de uma maneira , de modo a cortar o seu corpo , mas sua cabeça parece pequena na parte inferior da imagem, subindo e descendo com o passo e entrando e saindo do quadro de acordo com o movimento de a câmara. Como afirmado por David Frankel, a " fragilidade simultânea e persistência" está aparentemente concebida como uma metáfora para a vida negra na Inglaterra como em outros lugares.
Exodus (1997) é um curta de 65 segundos de vídeo a cores que leva o título de um registro por Bob Marley como seu ponto de partida. Ele registra um evento encontrado, dois homens negros que transportam palmeiras em vasos e seguiram por uma rua de Londres. Em seguida, eles entram em um ônibus e vão embora.
Ocidental Deep (2002), encomendado para Documenta 11, constitui uma exploração poderosa da experiência sensorial do Mina de Ouro TauTona na África do Sul, mostrando trabalhadores migrantes que trabalham em ambientes claustrofóbicos e escuros e o barulho ensurdecedor de perfuração.
Rolling Thunder (2007), um curta-metragem de 11 minutos de um cavalo morto em um prado. Ele foi comprado pelo Museu Stedelijk de Amesterdão, em 2014.

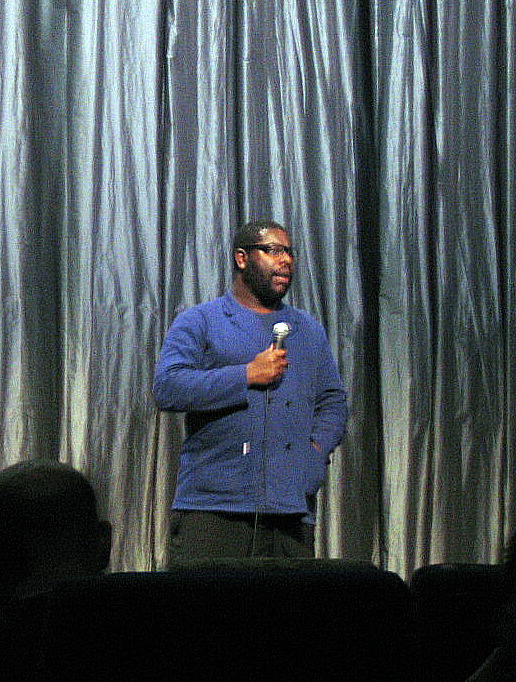
Steve McQueen em Nova York, 2009

### Carreira
Em 2008, Steve McQueen lançou seu primeiro longa-metragem, Hunger, baseado em fatos reais, que narra uma greve de fome que foi iniciada no presídio de Maze Prison, na Irlanda do Norte. O evento ganhou proporções alarmantes e no epicentro da rebelião silenciosa estava o prisioneiro Bobby Sands interpretado por Michael Fassbender, alguém disposto a levar a mente e o corpo aos limites da capacidade humana. O longa foi muito bem recebido pela critica e Steve McQueen recebeu o premio de Melhor Diretor durante o Festival de Cannes em 2008.
Em 2011, o segundo longa-metragem de Steve McQueen, Shame, protagonizado brilhantemente por Michael Fassbender e Carey Mulligan, conta a história de Brandon, interpretado por Fassbender, que interpreta um viciado em sexo que recebe a visita da irmã Sissy, que vem morar em seu apartamento. O filme foi também, como o anterior, bem recebido pela critica e pelo público, sendo indicado ao BAFTA de Melhor Filme e também ao Globo de Ouro, na categoria de Melhor Ator - Filme Dramático para Michael Fassbender.
Em 2013, Steve McQueen deu a grande virada da sua carreira com 12 Anos de Escravidão, que conta história de um negro livre, que acaba sendo sequestrado e escravizado. Estreou no Festival de Veneza de 2013, onde foi ovacionado de pé; O filme foi muito bem recebido pela crítica e premiado em diversas premiações, e também lançou a carreira de Lupita Nyong'o, atriz mexicana; O filme foi premiado com o Globo de Ouro de Melhor Filme Dramático e em 2 de março de 2014, foi vencedor de três Oscars, incluindo Melhor Filme sendo o grande destaque da noite, tendo vencido também em Melhor Atriz Coadjuvante para Lupita, e Melhor Roteiro Adaptado, para John Ridley.

## Filmografia

### Longas-Metragens
| Ano  | Filme            | Filme (título em português) |                                |
| ---- | ---------------- | --------------------------- | ------------------------------ |
| 2008 | Hunger           | Fome                        | Diretor, Roteirista            |
| 2011 | Shame            | Shame                       | Diretor, Roteirista            |
| 2013 | 12 Years a Slave | 12 anos de escravidão       | Diretor, Produtor              |
| 2018 | Widows           | Viúvas                      | Diretor, Produtor              |
| 2024 | Blitz            | Blitz                       | Diretor, Roteitista e Produtor |

### Curtas-Metragens
| Ano  | Filme              |
| ---- | ------------------ |
| 1993 | Bear               |
| 1995 | Five Easy Pieces   |
| 1996 | Just Above My Head |
| 1996 | Stage              |
| 1997 | Exodus             |
| 1997 | Deadpan            |
| 2001 | Girls, Tricky      |
| 2002 | Illuminer          |
| 2002 | Western Deep       |
| 2004 | Charlotte          |
| 2007 | Gravesend          |
| 2009 | Giardini           |
| 2009 | Static             |